# 위기상담전화

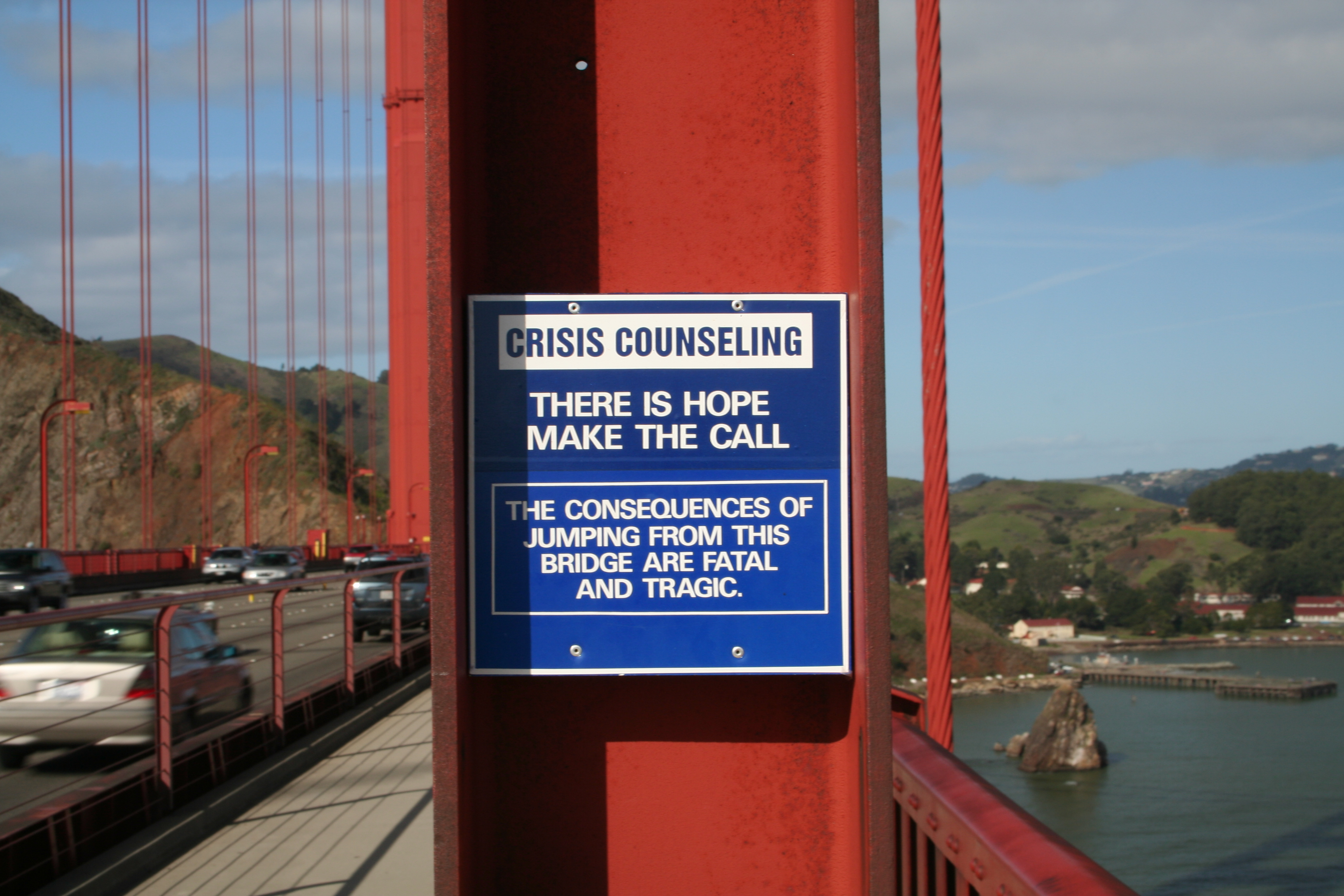
다리에 걸려있는 위기상담전화

위기상담전화(危機相談電話; Crisis hotline)는 자살에 대한 위험이 있을 때, 또는 불안할 때 상담할 수 있는 전화이다.

## 개요
위기상담전화는 상담 훈련 된 자원 봉사자들에 의해 1953년 영국에서 설립되었으며 1970년대 중반 이후 영어권 세계의 대부분의 주요 도시에 설립되었다. 자살을 고민하는 사람들을 돕기 위해 초기에 많은 사람들이 감정적인 위기를보다 일반적으로 다루기 위해 그들의 임무를 확장했다. 대부분 강간 피해자, 괴롭힘 피해자, 가출 청소년, 인신 매매 피해자 및 LGBT 또는 성관계를 가진 사람들을 포함한 다른 상황의 사람들을 돕기 위해 운영된다. 위기상담전화의 보급에도 불구하고 자살을 줄이는 효과는 입증되지 않았다.

## 비판
위기상담전화가 자살의 발생률을 감소 시킨다는 증거는 거의 없다. 과거 위기상담전화에 대한 비판은 자살하기로 결정한 사람들이 전화를 걸 가능성이 없다는 것이었다. 또한 사회적 불안이 있는 사람들은 그렇게 할 감정적 자원이 없을 수도 있다. 2007년 연구에 따르면 사람들은 자살에 대한 사람들의 생각이 전화를 하는 동안 줄어들었고, 전화를 한 후 몇 주 동안 줄어 들었다. 하지만 이 결과는 일반적으로 자주 또는 반복해서 상담하는 사람들의 수치로 밝혀졌다.

## 같이 보기
- 생명의 전화
- 응급 전화번호